# Lądowisko Puszczykowo
Lądowisko Puszczykowo – lądowisko sanitarne w Puszczykowie, w województwie wielkopolskim, położone przy ul. Kraszewskiego 11. Przeznaczone jest do wykonywania startów i lądowań śmigłowców sanitarnych i ratowniczych w dzień i w nocy o dopuszczalnej masie startowej do 5700 kg. 
Zarządzającym lądowiskiem jest Niepubliczny Zakład Opieki Zdrowotnej "Szpital w Puszczykowie im. prof. Stefana Tytusa Dąbrowskiego" Sp. z o.o. W roku 2011 zostało wpisane do ewidencji lądowisk Urzędu Lotnictwa Cywilnego pod numerem 66
W 2011 lądowisko zostało zmodernizowane za kwotę ok. 400 tys. zł.